# Pellobunus trispinatus
Pellobunus trispinatus is een hooiwagen uit de familie Samoidae.